# アヴィリアーノ・ウンブロ
アヴィリアーノ・ウンブロ（伊: Avigliano Umbro）は、イタリア共和国ウンブリア州テルニ県にある、人口約2,400人の基礎自治体（コムーネ）。

## 地理

### 位置・広がり
テルニ県中部のコムーネ。

#### 隣接コムーネ
隣接するコムーネは以下の通り。括弧内のPGはペルージャ県所属を示す。
- アックアスパルタ
- アメーリア
- グアルデーア
- モンテカストリッリ
- モンテッキオ
- トーディ (PG)

### 気候分類・地震分類
アヴィリアーノ・ウンブロにおけるイタリアの気候分類 (it) および度日は、zona E, 2167 GGである。
また、イタリアの地震リスク階級 (it) では、zona 2 (sismicità media) に分類される。

## 行政

### 分離集落
アヴィリアーノ・ウンブロには以下の分離集落（フラツィオーネ）がある。
- Dunarobba, Rena, Santa Restituta, Sismano, Toscolano